# 日なたの窓に憧れて
「日なたの窓に憧れて」（ひなたのまどにあこがれて）は、日本のロックバンド・スピッツの楽曲。1992年11月26日にポリドールより通算5作目のシングルとして発売。

## 概要
3rdアルバム『惑星のかけら』からのリカットシングル。アルバム制作中にスタジオで作られた曲。終始流れ続けるシーケンスは草野が発案。歌詞は、当時日の当たらない家に住んでいた草野の思いが込められている。この曲で、八木亜希子が司会を務めていた深夜番組『NEXT』に出演。これがテレビ番組のスタジオ初出演となった。
アルバム収録版とは少し違い、シングル版では最後のシーケンスだけが流れるところでフェードアウトする。ライブではキーを半音上げて歌っているほか、リリース当時は、アルペジオのギターとテンポを落とした8ビートのアレンジで披露される事もあった。
カップリングには、『惑星のかけら』未収録曲「コスモス」を収録。草野がジャン＝ポール・ベルモンドが出演している映画にインスパイアされて作った曲のため、仮タイトルは「ベルモンド」。『オーロラになれなかった人のために』の路線上にあるドリーミーな曲で、アルバム『花鳥風月』に収録された時点ではライブで一度も演奏されたことがなかった。

## 収録曲
全曲 作詞、作曲/草野正宗　編曲/スピッツ
1. 日なたの窓に憧れて
収録アルバム：『惑星のかけら』、『CYCLE HIT 1991-1997 Spitz Complete Single Collection』
2. コスモス
収録アルバム：『花鳥風月』

## 演奏
- 草野マサムネ: Vocals, Guitars
- 三輪テツヤ: Guitars
- 田村明浩: Bass
- 﨑山龍男: Drums, Percussion（#2）

日なたの窓に憧れて
- 牧野英司: Programming